# Nyons

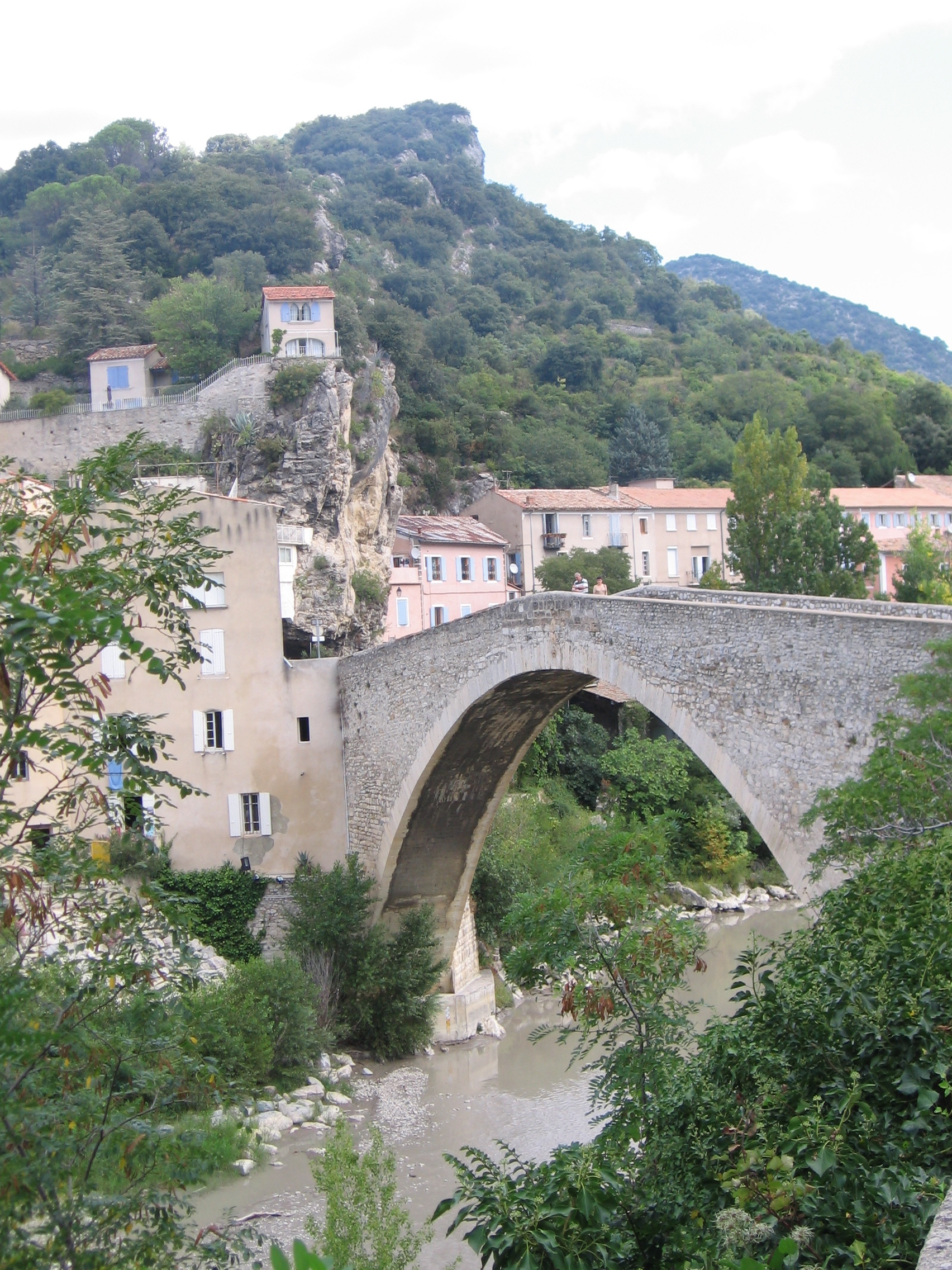
Cầu Nyons

Nyons (tiếng Occitan: Niom) là một xã thuộc tỉnh Drôme trong vùng Auvergne-Rhône-Alpes ở đông nam nước Pháp. Xã Nyons nằm ở khu vực có độ cao 270 mét trên mực nước biển.

## Kết nghĩa
Nyons kết nghĩa với:
- Manciano, Italia
- Mechernich, Đức
- Nyon, Thụy Sĩ
- Nules, Tây Ban Nha